# Северная Дакота
Се́верная Дако́та (англ. North Dakota, американское произношение: [ˌnɔrθ dəˈkoʊtə] (слушать)о файле) — штат на севере центральной части США, один из так называемых «штатов Северо-Западного Центра». Население — 723 393 человека (48-е место среди штатов; данные 2013 года; 0,21 % населения США). Из них женщины — 50,1 %, мужчины — 49,9 %.
Столица штата — город Бисмарк. Крупнейший город штата — Фарго, другие крупные города — Гранд-Форкс, Майнот.
На территории штата расположены две авиабазы ВВС США — «Майнот», находящаяся в 21 км к северу от города Майнот, и «Гранд-Форкс», расположенная в 26 км к западу от города Гранд-Форкс.
Официальные прозвища — Штат земляной белки (англ. Flickertail State), Штат индейцев племени сиу (англ. Sioux State), Штат Сада Мира (англ. Peace Garden State).

## История
Первыми европейцами, осваивавшими регион, стали в конце 1730-х годов франкоканадцы, в частности торговец Пьер Ла Верандри. Изначально у переселенцев были хорошие отношения с индейцами, они занимались охотой и торговали пушниной.

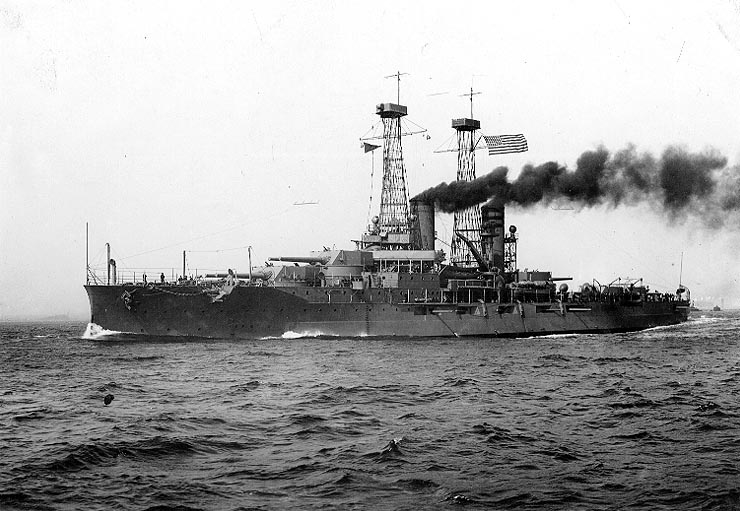
Линкор BB-29 «Северная Дакота», 1912 г.

Основная часть современной Северной Дакоты досталась Соединённым Штатам в 1803 году в результате Луизианской покупки. В 1804 году регион был исследован экспедицией Льюиса и Кларка, тогда же появился форт Мандан. В 1812 году переселенцы шотландского и ирландского происхождения основали ещё одно поселение у Пембины. В 1818 году США купили у Великобритании северо-восточные области будущего штата, а район Пембины перешёл к США в 1823 году.
В 1861 году была образована Территория Дакота. Освоение земель и развитие крупных ферм началось в 1870-х годах (в 1862 году Конгресс США принял «Закон о гомстедах» — участках земли размером 65 га, которые можно было получить за 10 долларов). В штат хлынул поток переселенцев.
До 1870 годов велась постоянная война с местными индейцами сиу.
2 ноября 1889 года Северная Дакота стала 39-м штатом страны (получившая в тот же день статус штата Южная Дакота стала 40-м).

## География
Северная Дакота состоит из 53 округов и занимает площадь 183 272 км² (19-е место среди штатов), из них 97,6 % приходится на сушу. На востоке Северная Дакота граничит с Миннесотой (граница проходит по Ред-Ривер), на юге — с Южной Дакотой, на западе с Монтаной, на севере — с канадскими провинциями Саскачеван и Манитоба.
Большая часть поверхности штата равнинная, повышающаяся от 350 м на северо-востоке до 1000 м и более на юго-западе. Центральные области лежат на плато Миссури (часть Великих равнин). Самая крупная река — Миссури (её верховье). Самые крупные озёра — Сакакавиа и Девилс.
Почвы в основном серые лесные и чернозёмные, подверженные сильной эрозии.

## Климат
Климат — континентальный, характеризуется жарким летом и холодными зимами. Абсолютный максимум — +49 °C, абсолютный минимум −51,1 °C. Средняя температура января: от −8 до −16 °C, июля: 18—24 °C. Среднегодовое количество осадков варьирует от 220 до 560 мм. Весной в долине Ред-Ривер часто происходят наводнения.

## Культура

### Изобразительные и исполнительские искусства
Наиболее известные музеи изобразительных искусств — Зал Честера Фрица (англ. Chester Fritz Auditorium), Центр искусства ампира (англ. Empire Arts Center), Театр Фарго (англ. Fargo Theatre), Музей искусств Северной Дакоты и Музей равнинных искусств. Профессиональные академические музыкальные коллективы: Симфонический оркестр Бисмарка — Мандана, Симфонический оркестр Фарго — Мурхэда, Большой симфонический оркестр Гранд-Форкса и Симфонический оркестр Майнота.

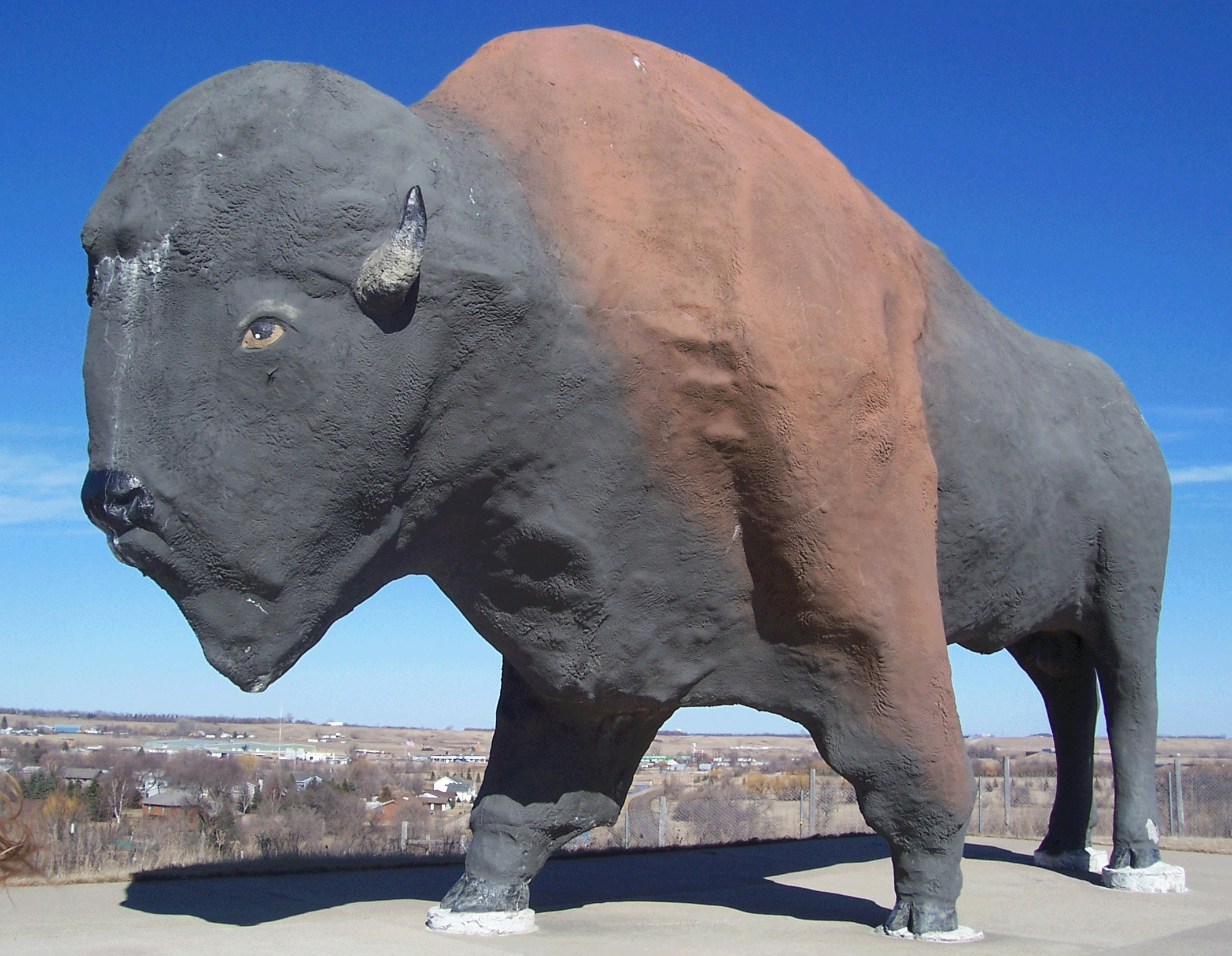
Статуя бизона в Северной Дакоте

### Массовые искусства
Среди известных музыкантов популярных жанров — блюз-гитарист Джони Ленг (англ. Jonny Lang), кантри-певица Линн Андерсон, певица и автор песен Пегги Ли, руководитель джазового оркестра Лоренс Велк, поп-певца Бобби Ви.
Эд Шульц получил известность в США как ведущий радиошоу «Шоу Эда Шульца»; Шэдоу Стивенс (англ. Shadoe Stevens) входил в American Top 40 с 1988 по 1995 год. Актёр Джош Дюамель — лауреат премии «Эмми» и известен ролями в мыльной опере All My Children и телесериале Las Vegas.
На территории штата располагается Национальный парк Теодор-Рузвельт, среди охраняемых исторических объектов-достопримечательностей — индейская деревня на реке Найф и фактория «Форт-Юнион» (англ. Fort Union Trading Post National Historic Site), Центр наследия Северной Дакоты в Бисмарке, разделённый между Канадой и США Международный сад мира.

### Кухня
В кухне Северной Дакоты много блюд германского и скандинавского происхождения: густой суп с клёцками ноэфла (англ. knoephla; ср. c нем. Knöpfle), скандинавское желеобразное рыбное блюдо лютефиск, немецкий сладкий пирог кюхен, норвежские картофельные блины лефсе, мясной жареный пирог фляйшкюхле (нем. Fleischküchle); австрийский десертный мучнистый рулет штрудель.

### Прочее
В Северной Дакоте представлен максимальный процент (к общему числу жителей штата) немецкоязычных американцев (ранее лидерство удерживала Пенсильвания, однако пенсильванские немцы всё больше ассимилируются), а также русских (2.5 % населения).
Наряду со штатами, в которых большое количество церквей на душу населения, в Северной Дакоте самый высокий процент посещающих церковь.
Коренным американским населением, особенно в индейских резервациях, сохраняются традиции собраний пау-вау.
Охота и рыболовство — распространённые хобби жителей штата, во время зимних месяцев популярна подлёдная рыбалка на озёрах, для выезда на которую используются снегоходы; любители ловят судака, жёлтого окуня, северную щуку.

### Достопримечательности
Главной природной достопримечательностью Северной Дакоты является река Миссури. На её берегах сосредоточена основная часть населения штата. В бассейне Миссури находится множество водоёмов, имеющих как естественное, так и искусственное происхождение.

## Экономика
По данным Бюро экономического анализа, в 2005 году ВВП штата составил 24 млрд долларов. В 2006 году доход на душу населения составлял 39 594 доллара (37-е место в стране). Является преимущественно сельскохозяйственным штатом: развито выращивание пшеницы, ржи, подсолнечника, ячменя, сеяных трав, льна-кудряша, а также животноводство (производство мяса и шерсти).
В 1951 году в штате были открыты крупные месторождения нефти (в том числе, сланцевой — Баккеновская формация), кроме того, Северная Дакота занимает первое место в США по запасам бурого угля, есть также природный газ и уран.
В штате базируется компания Bobcat Company, известная производимой малогабаритной сельскохозяйственной и строительной техникой.

## Энергетика
На территории штата расположена значительная часть разработок месторождения Баккен нетрадиционной нефти (легкая нефть низкопроницаемых коллекторов). Начиная с 2000—2005 годов оно активно разрабатывается, в основном с применением наклонно-горизонтального бурения и многостадийного гидроразрыва пласта. К 2014 году добыча нефти выросла до 0,7—0,8 млн баррелей в день, ежегодно строится около 2 тысяч скважин. Нефтяной бум создал множество рабочих мест в конце 2000-х — начале 2010-х годов.
На угольных электростанциях вырабатывается 93 % всего электричества штата.